# Mar adentro (álbum de Donato y Estéfano)
Mar adentro es el título del álbum debut de estudio grabado por el dúo musical estadounidense Donato y Estéfano. Fue lanzado al mercado bajo el sello discográfico Sony Latin el 18 de abril de 1995.

## Lista de canciones
| Mar adentro |                                   |                          |          |  |
| N.º         | Título                            | Escritor(es)             | Duración |  |
| 1.          | «Sin ti»                          | Donato Póveda · Estéfano | 4:08     |  |
| 2.          | «Te estoy amando»                 | Donato Póveda            | 3:45     |  |
| 3.          | «Naturaleza» (con Julio Iglesias) | Donato Póveda            | 4:55     |  |
| 4.          | «Y bailo»                         | Estéfano                 | 4:10     |  |
| 5.          | «Mar adentro»                     | Estéfano                 | 3:48     |  |
| 6.          | «Qué locura»                      | Donato Póveda            | 3:41     |  |
| 7.          | «Porque vale la pena»             | Donato Póveda · Estéfano | 3:43     |  |
| 8.          | «Agua de cascada»                 | Estéfano                 | 4:33     |  |
| 9.          | «Canciones de amor»               | Estéfano                 | 4:24     |  |
| 10.         | «Quererse tanto»                  | Donato Póveda · Estéfano | 3:19     |  |
| 11.         | «Toma tu tiempo y sueña»          | Estéfano                 | 4:34     |  |
| 12.         | «Estoy enamorado»                 | Donato Póveda · Estéfano | 4:51     |  |

- Datos: Q21007255